# San Miguel del Monte
San Miguel del Monte är en kommunhuvudort i Argentina.   Den ligger i provinsen Buenos Aires, i den centrala delen av landet, 100 km söder om huvudstaden Buenos Aires. San Miguel del Monte ligger 25 meter över havet och antalet invånare är 17 005. Den ligger vid sjön Laguna del Monte.
Terrängen runt San Miguel del Monte är mycket platt. Det finns inga andra samhällen i närheten. 
Trakten runt San Miguel del Monte består till största delen av jordbruksmark. Runt San Miguel del Monte är det glesbefolkat, med 10 invånare per kvadratkilometer.